# Бельський повіт (Сілезьке воєводство)
Бельський повіт (пол. powiat bielski) — один з 17 земських повітів Сілезького воєводства Польщі.
Утворений 1 січня 1999 року в результаті адміністративної реформи.

## Географія
Річки: Іловниця, Вапениця, Бяла, Ленкавка, Домачка.

## Загальні дані
Повіт знаходиться у південній частині воєводства.
Адміністративний центр — місто Бельсько-Бяла (не входить до складу повіту).
Станом на 1.01.2008 населення становить 152 695 осіб, площа 458,7 км².

## Демографія
Демографічні дані повіту станом на 30.06.2005:
|       | Всього  | Всього | Жінки  | Жінки | Чоловіки | Чоловіки |
| ----- | ------- | ------ | ------ | ----- | -------- | -------- |
|       | осіб    | %      | осіб   | %     | осіб     | %        |
| Повіт | 149 741 | 100    | 77 064 | 51,5  | 72 677   | 48,5     |
| Міста | 43 453  | 100    | 22 635 | 52,1  | 20 818   | 47,9     |
| Села  | 106 288 | 100    | 54 429 | 51,2  | 51 859   | 48,8     |